# Bodhinyana
Bodhinyana Monastery är ett buddhistiskt munkkloster beläget i Serpentine, några mil söder om Perth, Västra Australien. Ordet Bodhinyana betyder Upplysningens Visdom. Munkarna lever enligt Theravada-traditionen. 

## Historia
Klostret startades den 1 december 1983, då Ajahn Jagaro var abbot. Till att börja med bodde två munkar, Ajahn Jagaro och Ajahn Brahm i ett hus i en av Perths förorter. Församlingen köpte dock mark på auktion, i Serpentine söder om Perth, och man började bygga det som idag är Bodhinyana Buddhist Monastery. Klostret byggdes av munkarna själva, som lärde sig både murbruk och rörmokeri med arbetets gång. Församlingen stöttade med både praktiskt och ekonomiskt stöd i form av volontärt arbete, ekonomiska och materiella gåvor. Det färdiga klostret kom att bestå av flera separata byggnader. I huvudbyggnadens bottenvåning finns ett kök och ett mindre kontor, på övre planet munkarnas matsal. Några meter därifrån finns en meditationshall och ett bibliotek med buddhistiska böcker, skrifter och CD-skivor. 20 hyddor spridda över den privata marken tjänar som munkarnas boende. Det finns också en byggnad för kvinnliga gäster med separata rum och tillgång till dusch, en liknande byggnad för manliga gäster och ytterligare en för klostrets Angarikas (blivande munkar). 

Den privata marken är ett stort naturområde där man lätt får syn på vilda kängurus, papegojor och andra australiensiska djur. Där finns också några dammar i vilka vatten samlas under regnperioden. Detta vatten tjänar som dricksvatten, tvättvatten och diskvatten.

År 1995 återgick Ajahn Jagaro till det civila livet, och Ajahn Brahm blev då abbot.

## Att bli munk
Vuxna män som är aktiva buddhister kan bli munkar i Bodhinyana Buddhist Monastery, efter att ha inkommit med en skriftlig ansökan som godkänts. Väntetiden är dock flera år lång, då klostret är mycket populärt. När man väl mottagits blir man först en Angarika, blivande munk. Mannen klär sig helt i vita kläder och lever enligt de åtta levnadsreglerna, samma relger som alla inneboende gäster måste följa (se nedan). Han deltar i meditation och studier, men hjälper också till i köket och annat praktiskt arbete. Efter det första året ska han börja raka sitt huvud. Sedan följer ytterligare ett år som Angarika.  
Därefter får mannen möjlighet att bli ordinerad som novis. Han får sina munkkläder, en tiggarskål, ett rakblad att raka sitt huvud med, och flyttar till en separat hydda belägen på det avgränsade området bland övriga munkar.

## Munkarnas dagliga liv
- 04:00 Enskild meditation i den egna hyddan
- 06:30 Valfri frukost
- 07:00 Meditation och arbete
- 10:30 Dagens sista måltid skänkt av enskilda församlingsmedlemmar, lekmän, äts i matsalen
- 12:00 Abboten tar emot gäster som vill prata. Övriga munkar ägnar sig i huvudsak åt enskild meditation, studier förekommer
- 18:00 Te, kaffe och sötsaker äts i enskildhet
- 18:30 Enskild meditation
- 19.15 Föreläsning i templet (endast onsdagar)

Det ligger på munkarnas eget ansvar att duscha, sova, tvätta och göra andra liknande sysslor. Deras huvudsakliga syssla är dock meditation.

## Gäster
Klostret tar emot gäster av båda könen, efter överenskommelse, 4 män och 3 kvinnor åt gången. Man kan både ringa och skriva till klostrets gästmunk med en förfrågan om att få stanna som gäst. Kvinnor och män bor, äter och arbetar skilda från varandra. Man måste dock vara buddhist för att få bo på klostret, ha erfarenhet av meditation, samt ha god fysisk och psykisk hälsa. Samtliga gäster måste så länge de bor på klostret hålla de speciella regler som finns uppsatta för alla inneboende gäster. Man lovar att avstå från: 
- att avsiktligt döda någon levande varelse
- att ta saker som inte blivit en givna
- all sexuell aktivitet (ingen fysisk kontakt med det motsatta könet)
- att tala falskt
- användandet av alkohol och narkotika. Rökning är förbjuden på klosterområdet
- att äta efter kl. 12.00 på dagen fram till nästkommande morgon. Juicer utan fruktkött, te, kaffe, honung och sötsaker är tillåtet.
- nöjen så som tex dans, sång, musik, smink, smycken eller parfymer
- att använda höga lyxiga sängar och stolar/säten

Man lovar att vara så tyst som möjligt under hela dygnet, samt att delta i en del volontärt arbete under förmiddagarna. Arbetet kan bestå av att städa toaletter, diska och sopa klostrets infart. I övrigt ska gästerna hålla sig till sitt rum eller meditationshallen. Många av klostrets områden är avgränsade för munkarna. Gästerna äter samma mat som munkarna, skänkt av enskilda församlingsmedlemmar. Kvinnorna äter på sina rum. Det finns aldrig någon garanti på matens kvalitet eller mängd, då den alltid skänks av mottages med tacksamhet. 
I övrigt är de inneboende gästerna mycket fria att göra vad de anser vara rätt med sin tid. Abboten Ajahn Brahm har stor förståelse för dagens stressade människor, och tillåter att gäster sover om dagarna, då det kan vara vad man behöver innan man orkar meditera. Det finns också möjlighet att promenera både på och utanför klosteromtådet. Dessutom har de tillgång till biblioteket under mycket begränsade tider, och inbjuds att närvara vid abbotens föreläsning riktad till munkarna, som sker en gång per vecka. Gästerna huvudsyssla är dock menad att vara meditation. 
Att stanna som gäst på Bodhinyana Monastery är helt kostnadsfritt. Det finns en donationsbox för helt frivilliga gåvor. Klostret står för boende, medan maten kommer från församlingen. Gäster förväntas själva ta med sig ficklampa, väckarklocka, hygienartiklar, handduk, arbetskläder med tillhörande skor, och sovsäck eller lakan. Lakan finns att tillgå på klostret, men måste tvättas och lämnas tillbaka torra innan man lämnar klostret.